# Frederick Winters
Frederick Winters (1872 - ?) fou un aixecador de pes estatunidenc que va prendre part en els Jocs Olímpics de 1904, a Saint Louis.
En la prova del concurs complet guanyà la medalla de plata en quedar segon darrere Oscar Osthoff.